# Krüzen
Krüzen là một đô thị thuộc huyện Lauenburg, trong bang Schleswig-Holstein, nước Đức. Đô thị Krüzen có diện tích 8,25 km², dân số thời điểm 31 tháng 12 năm 2006 là 340 người.